# Doopsgezinde kerk (Noordbroek)
De doopsgezinde kerk (ook wel vermaning genoemd) in de Groningse plaats Noordbroek is het voormalige kerkgebouw van de Doopsgezinde Gemeente aldaar.

## Beschrijving
Op 19 april 1811 werd de eerste steen gelegd voor de bouw van een doopsgezinde kerk in Noordbroek. De kerk kon nog in datzelfde jaar op 8 december worden ingewijd. Het gebouw is een eenvoudige zaalkerk. De classicistische entree bevindt zich aan de westzijde tussen een witgepleisterde omlijsting. Boven de entree is in Romeinse cijfers het bouwjaar van de kerk aangebracht. De kerk is voorzien van spitsboogvensters in, door pilasters gelede, zijgevels. De kerk wordt gedekt door een schilddak.
Naast de kerk bevindt zich de tijdens het predikantschap van Jacob Bodisco in 1842 gebouwde pastorie. Beide gebouwen zijn erkend als rijksmonument. De kerk vervult sinds 1950 geen religieuze functie meer. De doopsgezinde gemeente van Noordbroek is samengevoegd met die van Sappemeer. Het voormalige kerkgebouw in Noordbroek was in gebruik als atelier en galerie en is nu in gebruik als woonhuis.

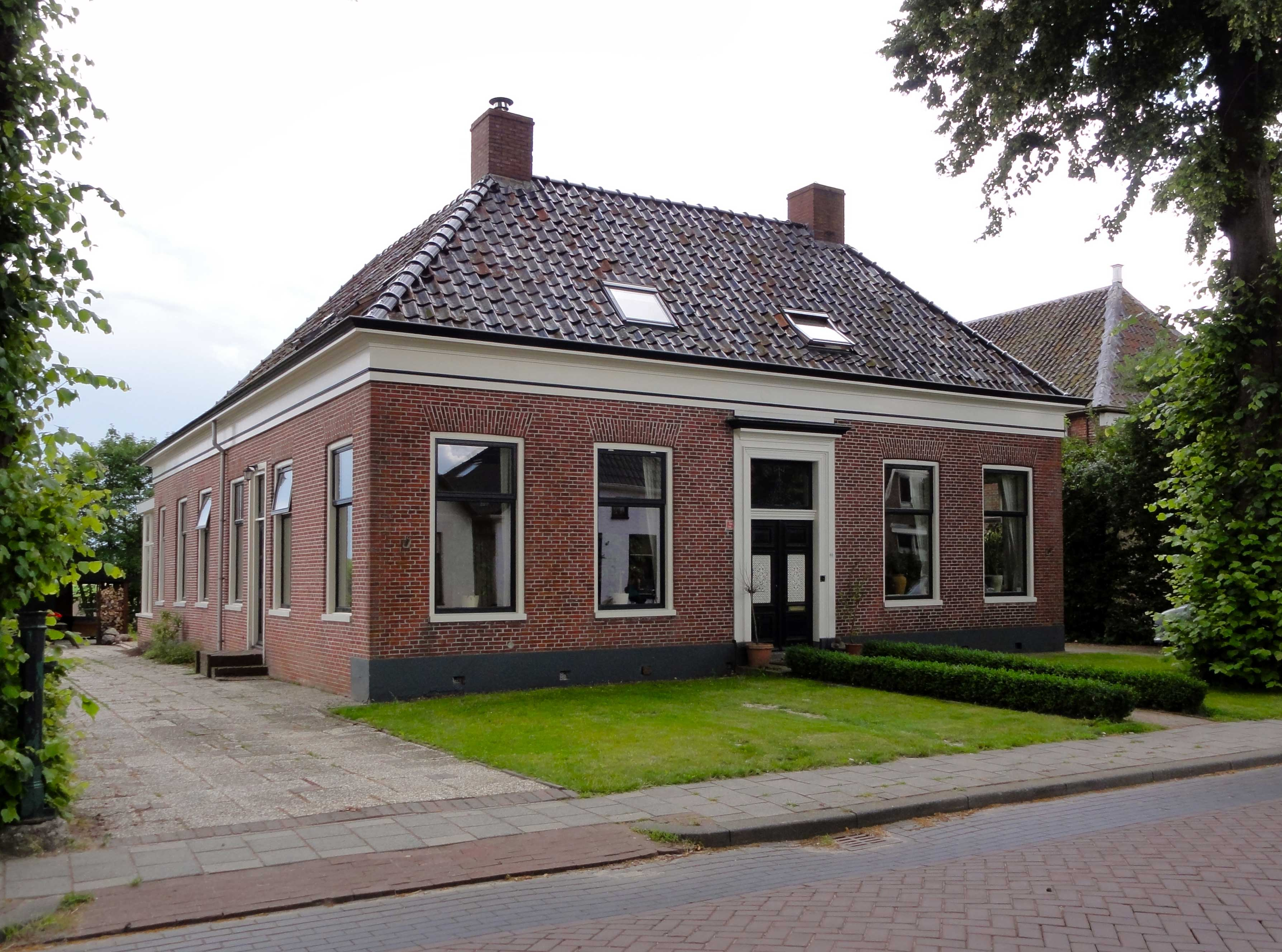
De naast het kerkgebouw gelegen voormalige pastorie